# 11524 Pleyel
11524 Pleyel este un asteroid din centura principală de asteroizi.

## Descriere
11524 Pleyel este un asteroid din centura principală de asteroizi. A fost descoperit pe 2 august 1991 la Observatorul La Silla de Eric Walter Elst. El prezintă o orbită caracterizată de o semiaxă mare de 2,39 ua, o excentricitate de 0,12 și o înclinație de 9,4° în raport cu ecliptica.